# Raphael Campos
Marcos Raphael Campos (Florianópolis, 19 de agosto de 1978) é um cantor, compositor, produtor musical, multi-instrumentista e arranjador brasileiro, conhecido por ter sido vocalista e instrumentista da banda de rock alternativo Aeroilis.
Iniciou sua carreira de músico ainda durante os anos 90, tocando em várias bandas, como Hadasha e Nec Plus Ultra. Em 2001, juntamente com Arvid Auras fundou a banda Aeroilis, precursora do chamado novo movimento. Na banda, Raphael foi o produtor musical e arranjador de todos os discos, além de ser o vocalista e gravar instrumentos como teclado, piano, guitarra e violão.
Paralelo a banda, o músico também é produtor musical, tendo trabalhado em alguns discos.

## Discografia
Com a Aeroilis
- 2004: Aeroilis
- 2010: Nada Mais Além

Como produtor musical e/ou instrumentista
- 2014: "Eu Sou" - Erick SK
- 2015: Labirinto Meu - Quarto Fechado